# Pál Losonczi
Pál Losonczi, född den 18 september 1919 i Bolho, Ungern, död den 28 mars 2005 i Kaposvár, var en ungersk politiker, Ungerns president åren 1967–1987.

## Biografi
Losonczi var medlem av kommunistpartiet från 1945 och ledamot i parlamentet från samma år. Han var jordbruksminister mellan 1960 och 1967, och Ungerns president mellan 1967 och 1987.